# IJsbaan van het Aozorapark
De ijsbaan van het Aozorapark (青空公園 リンク) is een ijsbaan in Chitose in de prefectuur Hokkaido in het noorden van Japan. De openlucht-natuurijsbaan is geopend in 1987 en ligt op 15 meter boven zeeniveau. 
Erkende ijsbanen

Niet-erkende ijsbanen